# Türkisztán nemzetközi repülőtér
A Türkisztán nemzetközi repülőtérr (Kazak nyelven: Halyqaralyq Äziret Sültan Äuejaiy) (IATA: HSA, ICAO: UAIT) Kazahsztán egyik nemzetközi repülőtere, amely Aktau közelében található. 

## Futópályák
A repülőtér futópályái:
- 05/23 (3300 m, aszfalt)

## Forgalom
Az utasforgalom az elmúlt években az alábbi módon változott:

## Légitársaságok és úticélok
2023-ban a Türkisztán nemzetközi repülőtérről az alábbi járatok indulnak:
| Légitársaság     | Célállomások                              |
| ---------------- | ----------------------------------------- |
| FlyArystan       | Almati, Asztana, Isztambul–Sabiha Gökçen  |
| Jazeera Airways  | Kuwait City                               |
| Qazaq Air        | Asztana                                   |
| SCAT Airlines    | Aktau, Aktobe, Karagandi, Kosztanaj, Oral |
| Turkish Airlines | Isztambul                                 |
| Wizz Air         | Abu-Dzabi (kezdődik 2024 január 16-tól)   |